# Rudy Hackett
Rudolph Anthony Hackett, detto Rudy (Mount Vernon, 10 maggio 1953), è un ex cestista statunitense, professionista nella ABA e in Italia.
È il padre di Daniel Hackett.

## Carriera
È stato selezionato dai New Orleans Jazz al terzo giro del Draft NBA 1975 (37ª scelta assoluta).
È stato professionista nella ABA, nella NBA e in Italia.
In Serie A, ha segnato un totale di 3958 punti.

## Palmarès
- NCAA AP All-America Second Team (1975)